# Frédérick Lavoie
Frédérick Lavoie (nacido en 1983 en Chicoutimi) es un periodista independiente y escritor de Canadá. Su libro Avant l'après: Viajes a Cuba con George Orwell (2018) ganó el Premio del Gobernador General: estudios y ensayos de lengua francesa.